# Hôtel Digaultray des Landes
L’hôtel Digaultray des Landes est un hôtel particulier situé à Quintin, dans le département des Côtes-d'Armor.

## Histoire
Ce bâtiment est édifié par François Digaultray des Landes, négociant en toile de lin, en 1722.
Situé aux 3-7 Saint-Thurian, il fait l’objet d’une inscription au titre des monuments historiques depuis le 22 juillet 2016.